# Stargardzka Kolej Wąskotorowa

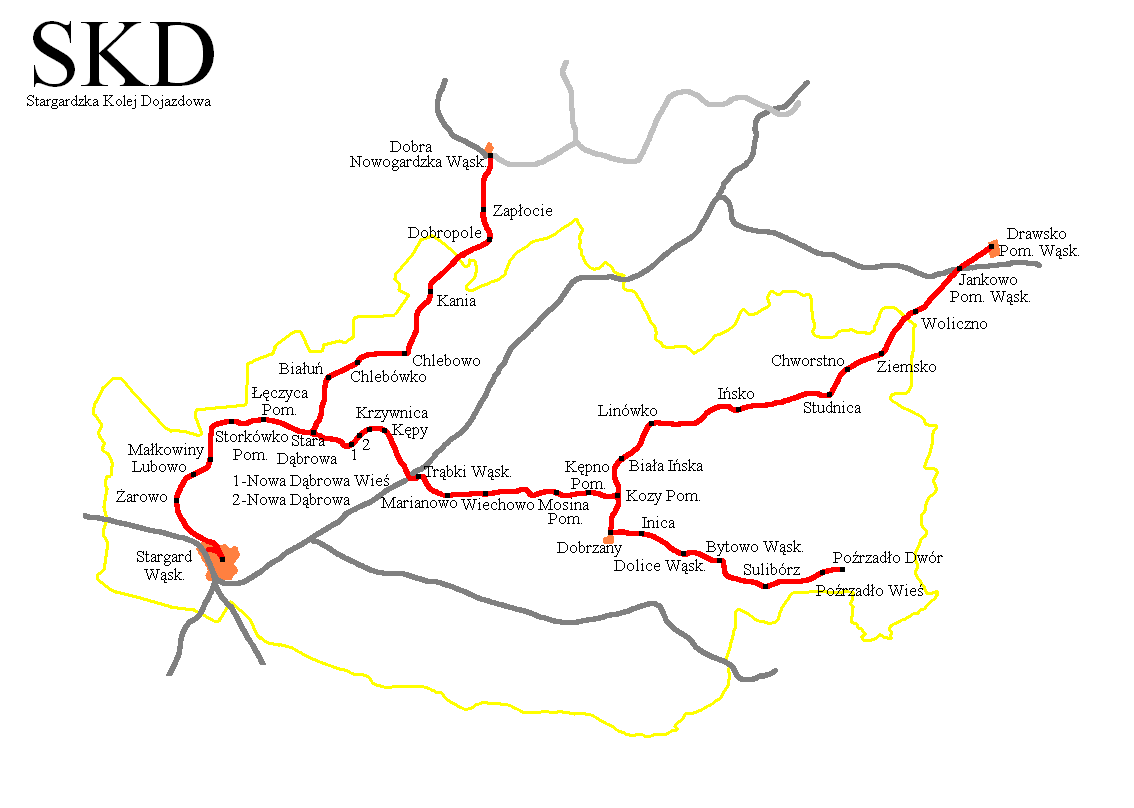
Schemat sieci Stargardzkiej KD

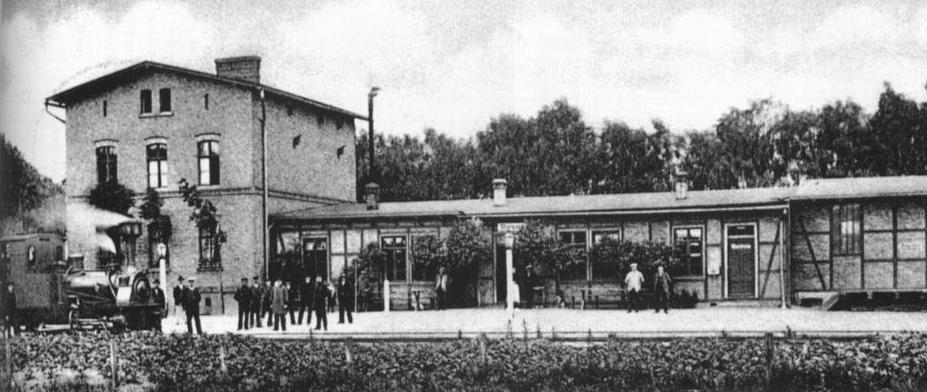
Stacja w Stargardzie w 1903 r.

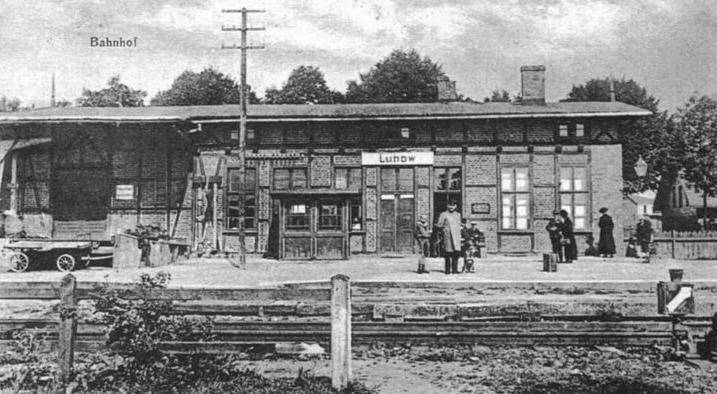
Przystanek w Lubowie

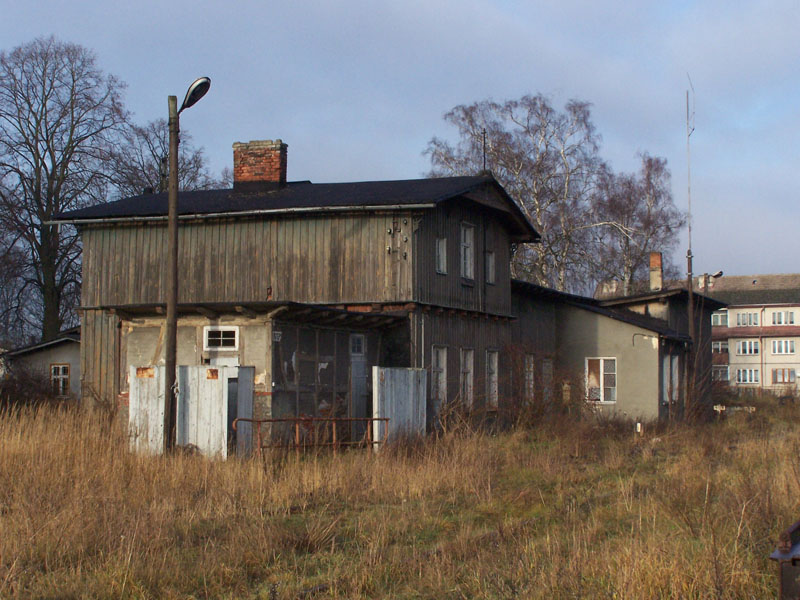
Opuszczona stacja kolei wąskotorowej Dobra Nowogardzkie

Stargardzka Kolej Wąskotorowa (Stargardzka Kolej Dojazdowa, SKD, niem. Saatziger Kleinbahnen, Szadzka Kolej Wąskotorowa, od nazwy powiatu) – kolej wąskotorowa, liczyła 119,6 km torów o szerokości 1000 mm. Pierwsza linia otwarta w styczniu 1895 r. połączyła Stargard przez Starą Dąbrowę i Kozy Pomorskie z Ińskiem. W miejscowości Trąbki przecięła ona normalnotorową linię Szczecin – Gdańsk. W maju 1895 r. otwarto linię do Kani, przedłużoną w listopadzie do Dobrej Nowogardzkiej, gdzie łączyła się z Reską KW. W sierpniu 1896 r. otwarto linię z Kóz Pomorskich przez Dobrzany do Poźrzadła Dworu. Ostatnią linię otwarto w październiku 1897 r. z Ińska do Jankowa Pomorskiego, gdzie krzyżowała się z linią Runowo Pomorskie – Szczecinek, w 1910 r. została jeszcze przedłużona do stacji Drawsko Pomorskie. W 1964 r. zamknięto linię z Ińska do Drawska Pomorskiego Wąsk., a w 1969 r. z Dobrzan do Poźrzadła Dworu. Parę lat później obie linie zostały rozebrane, a na tym terenie utworzono poligon drawski. W 1989 r. czynnych było 81,7 km linii (68%). W 1996 r. została zamknięta kolejna linia ze Starej Dąbrowy do Ińska i Dobrzan, a w 2001 ostatnia czynna linia ze Stargardu do Dobrej Nowogardzkiej.
 Linia kolejki z mostami i przepustami oraz budynek dworca jest wpisany do rejestru zabytków pod nr rej.:A-111 z 21.12.2003

## Historia
Pierwsze wzmianki o budowie linii wąskotorowej w powiecie Saatzig pojawiły się w 1892 roku. W jednej ze stargardzkich gazet ukazała się wiadomość o projekcie kolei wąskotorowej mającej połączyć Stargard z Goleniowem. Chęć zainwestowania wyrazili berlińczycy, którzy chcieli powołać w tym celu spółkę akcyjną. Zamysłem inwestorów było połączenie Stargardu z Goleniowem i dalej z Wolinem. W rzeczywistości nowa trasa miała pośredniczyć w przeładunku towarów z węzła kolejowego w Stargardzie na transport zamorski w Wolinie. Jednak do tego przedsięwzięcia nie doszło, ale za to poważnie zaczęto rozważać inne połączenia. Bardziej realne plany dotyczyły połączenia Stargard z miejscowościami powiatu Saatzig.
W pierwszej kolejności trasa miała prowadzić ze Stargardu przez Starą Dąbrowę, do Ińska, następnie zamierzano ją odgałęzić w Starej Dąbrowie w kierunku Dobrej Nowogardzkiej, a ostatnia część odgałęziona w Kozach miała wieść przez Dobrzany do Późrzadła Dwór. W przyszłości trasa miała połączyć Stargard z Nowogardem i Drawskiem Pomorskim. Nic dziwnego, że przedsięwzięciem zainteresowane były władze powiatu drawskiego, które zapowiedziały wykupienie części akcji.
Oficjalne zawiązanie spółki Aktiengesellschaft Saatziger Kleinbahnen (Towarzystwo Akcyjne Szadzkiej Kolei Wąskotorowej) miało miejsce 29 września 1893. Wtedy to też rozpoczęto projektowanie linii. Sfinansowanie inwestycji miało polegać na wyemitowaniu przez Saatziger Kleinbahn AG. Cena jednej akcji wynosiła 1000 marek, po zsumowaniu dochód z akcji wyniósł prawie 2,2 mln marek. 37% akcji zakupiła Prowincja Pomorska, 19% miasto Stargard, 18% powiat Saatzig, 14% Naczelne Koleje Pruskie, 6,2% spółka Lenz&Co., 2,4% powiat drawski, pozostałe 3,4% prywatni przedsiębiorcy.
Po wpisie towarzystwa Saatziger Kleinbahn AG do rejestru handlowego rząd pruski wydał 3 listopada 1893 koncesję. Wkrótce rozpoczęły się prace budowlane. Pierwsza linia została uruchomiona 1895 ze Stargardu do Ińska, jeszcze w tym samym roku linię przedłużono do Studnicy, a w Starej Dąbrowie utworzono odgałęzienie do Dobrej. Pod koniec 1895 roku ogólna długość Stargardzkiej KW wynosiła prawie 90 km.
| Data       | Linia | Długość |
| ---------- | --- | ------- |
| 14.01.1895 | Stargard – Stara Dąbrowa – Trąbki – Kozy Pomorskie – Ińsko Stargard/Pom. – Alt Damerow – Trampke – Kashagen – Nörenberg | 54,5 km |
| 12.05.1895 | Stara Dąbrowa – Kania Alt Damerow – Kannenberg                                                                          | 14 km   |
| 12.05.1895 | Ińsko – Studnica Nörenberg – Grassee                                                                                    | 6,4 km  |
| 01.11.1895 | Kania – Dobra Nowogardzka Kannenberg – Daber                                                                            | 10 km   |
| 20.08.1896 | Kozy Pomorskie – Dobrzany – Poźrzadło Dwór Kashagen – Jakobshagen – Klein Spiegel Gut                                   | 19,6    |
| 01.10.1897 | Studnica – Jankowo Pomorskie Grasse – Janikow                                                                           | 12,4    |
| 15.11.1910 | Jankowo Pomorskie – Drawsko Pomorskie Janikow – Dramburg                                                                | 2,5     |

W 1903 Kolej Szadzka posiadała 10 wagonów pasażerskich i 134 wagony towarowe, zaś w 1925 tabor liczył 18 wagonów pasażerskich i 169 towarowych, proporcje te utrzymały się do końca II wojny światowej. Wagony pasażerskie posiadały II i III klasę.
Tuż po II wojnie światowej PKP przejęły infrastrukturę kolei wąskotorowych. Sieć kolei była zniszczona, a parowozy i wagony nie nadawały się do eksploatacji. Pierwszą po wojnie uruchomioną na Pomorzu Zachodnim trasą była oddana 15 grudnia 1945 linia Stargard – Resko. Systematycznie zwiększano prędkość, z jaką kursowały pociągi z ładunkami towarowymi: w 1945: 20 km/h, 1949: 30 km/h, 1955: 50 km/h. W latach 60. XX wieku rozpoczęto wymianę lokomotyw parowych produkcji niemieckiej z lat 1909–1925 na lokomotywy produkcji rumuńskiej i polskiej. Na trasach pojawiły się parowozy z serii Px48. W 1978 zaczęto wymieniać lokomotywy parowe na spalinowe rumuńskiej produkcji z serii Lxd2.

## Przyszłość
Po zamknięciu ostatniej linii Stargard-Dobra (w 2001) władze lokalne mówią o przywróceniu jej. Jednak na przeszkodzie stoją obecnie duże braki w torowiskach, duża dewastacja infrastruktury kolejowej oraz brak maszynistów.
W latach następnych pogłębiała się dewastacja kolejki, mimo jej wpisania w rejestr zabytków.
W 2005 roku w Towarzystwie Przyjaciół Stargardu zrodziła się myśl przekształcenia linii kolejki w ścieżkę rowerową. Pomysłodawcą był Mirosław Mazański, który później wraz ze Stargardzkim Porozumieniem Rowerowym aktywnie uczestniczył w tworzeniu koncepcji zagospodarowania tego szlaku kolejowego jako drogi rowerowej.
W maju 2008 roku, rozstrzygnięty został przetarg na sporządzenie koncepcji zagospodarowania pozostałości kolejki i przekształcenia jej szlaku w ścieżkę pieszo-rowerową z zachowaniem elementów kolejowych, np. przejazdów drezynami rowerowymi po niektórych jej fragmentach. Pod koniec 2008 roku koncepcja została zaakceptowana przez Zarząd Dróg Powiatowych w Stargardzie. W latach 2009–2010 trwały procedury związane z przekazaniem obiektów kolejowych przez PKP Zakład Nieruchomości w Szczecinie Starostwu Powiatowemu w Stargardzie.
W 2010 roku trwała budowa pierwszego fragmentu ścieżki pieszo-rowerowej na odcinku Stargard – Żarowo.
Przebiega on równolegle do nasypu kolejki wąskotorowej, od strony pola. Prace były prowadzone w dwóch etapach:
- na odcinku wewnątrz miasta Stargardu,
- na odcinku od granic miasta do Żarowa,

Inwestorem był Zarząd Dróg Powiatowych w Stargardzie.
Ścieżka rowerowa na odcinku Stargard – Żarowo po jej oddaniu do użytku, cieszy się wielkim powodzeniem. Oprócz rowerzystów korzystają z niej również miłośnicy rolek i Nordic walking.
W roku 2011 odbyło się przekazanie infrastruktury kolejki wąskotorowej przez PKP dla Starostwa Powiatowego w Stargardzie.
W latach 2011–2013 trwały próby uruchomienia przez Kolej Bałtycką przejazdów drezynami na odcinku Stargard – Żarowo, ostatecznie zakończone niepowodzeniem.
W 2013 r. Powiat Stargardzki opracował i złożył wniosek projektowy „Life+” pod nazwą „Edukacja, ekologia, wypoczynek, ale po-kolei”. Od tego samego roku o przejęcie kolejki stara się „Towarzystwo Stargardzka Kolej Dojazdowa”. W listopadzie 2020 roku stało się ono dzierżawcą odcinka od Małkocina, do granic Stargardu, bez torowiska w samym mieście i stacji. Jeśli chodzi o dawny dworzec wąskotorowy, są plany przejęcia go od PKP i zmianę jego funkcji na edukacyjno-muzealną. Czas na wznowienie funkcjonowania kolei jest do 2025 roku, gdyż wtedy kończy się umowa dzierżawy na odkupionym na razie odcinku. Na reszcie dawnej wąskotorówki ma powstać ścieżka rowerowa.

## Linie
| km                                                                   | polska nazwa                     | niemiecka nazwa          |
| linia Stargard Szczeciński Wąsk. – Stara Dąbrowa – Dobra Nowogardzka |                                  |                          |
| 0,0                                                                  | Stargard Szczeciński Wąskotorowy | Stargard (Pommern) Ldb.  |
| 5,1                                                                  | Żarowo                           | Saarow (b. Stargard)     |
| 5,9                                                                  | Lubowo Wąsk.                     | Lübow (b. Stargard)      |
| 8,3                                                                  | Małkowiny                        | Mulkenthin               |
| 12,3                                                                 | Storkówko Pom.                   | Storkow (Kr. Saatzig)    |
| 14,4                                                                 | Łęczyca Pom.                     | Lenz                     |
| 18,1 0,0                                                             | Stara Dąbrowa                    | Alt Damerow              |
| 3,5                                                                  | Białuń Wąsk.                     | Müggenhall (Kr. Saatzig) |
| 5,7                                                                  | Chlebówko                        | Sassenhagen              |
| 9,1                                                                  | Chlebowo Wąsk.                   | Sassenburg               |
| 14,0                                                                 | Kania Wąsk.                      | Kannenberg               |
| 19,3                                                                 | Dobropole Wąsk.                  | Breitenfelde             |
| 21,7                                                                 | Zapłocie                         | Hospital Vorweck         |
| 24,0                                                                 | Dobra Nowogardzkie               | Daber (Kr. Naugard) Süd  |
| linia Kozy Pom. – Poźrzadło Dwór                                     |                                  |                          |
| 0,0                                                                  | Kozy Pom.                        | Kashagen                 |
| 2,88                                                                 | Dobrzany                         | Jacobshagen              |
| 5,22                                                                 | Inica                            | Ihnathal                 |
| 7,6                                                                  | Dolice Wąskotorowe               | Konstantinopel           |
| 10,71                                                                | Bytowo Wąskotorowe               | Butow                    |
| 12,2                                                                 | Zdbino (ładownia)                | Stabenow                 |
| 14,7                                                                 | Sulibórz                         | Groß Silber              |
| 17,74                                                                | Poźrzadło Wieś                   | Klein Spiegel Dorf       |
| 19,63                                                                | Poźrzadło Dwór                   | Klein Spiegel Gut        |